# Nichtcodierende Ribonukleinsäure
 Nichtcodierende Ribonukleinsäure (englisch non-coding RNA, ncRNA) ist eine zusammenfassende Bezeichnung für Ribonukleinsäuren, die nicht wie die mRNA in Proteine übersetzt werden. Darunter fallen zum Beispiel rRNAs, tRNAs, kleine RNAs (miRNAs, siRNAs, piRNAs, snRNAs, snoRNAs), lncRNAs, Antisense-RNAs, Riboswitches und Ribozyme. Nichtcodierende Ribonukleinsäure macht bei Eukaryoten den größten Teil der durch Transkription gebildeten RNA aus, beim Menschen z. B. 98 %. Sie hat vielfältige Funktionen in der Zelle.